# Chrysoesthia drurella
Chrysoesthia drurella là một lepidoptera from the Gelechiidae.
Sải cánh dài 7 to 9 milimét.
Chúng ăn Chenopodium và Atriplex. Chrysoesthia drurella can mainly be được tìm thấy ở agricultural areas.
The moth has two generations in one year. The first vào tháng 5 and tháng 6 and the second vào tháng 8 and tháng 9.

## Hình ảnh

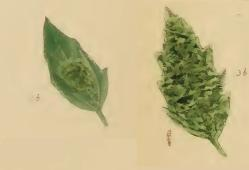
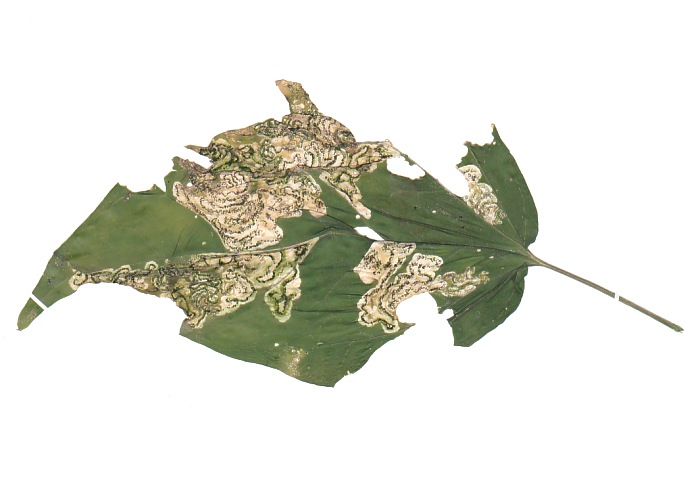
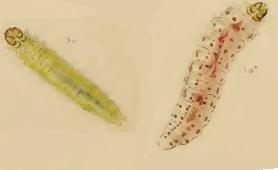
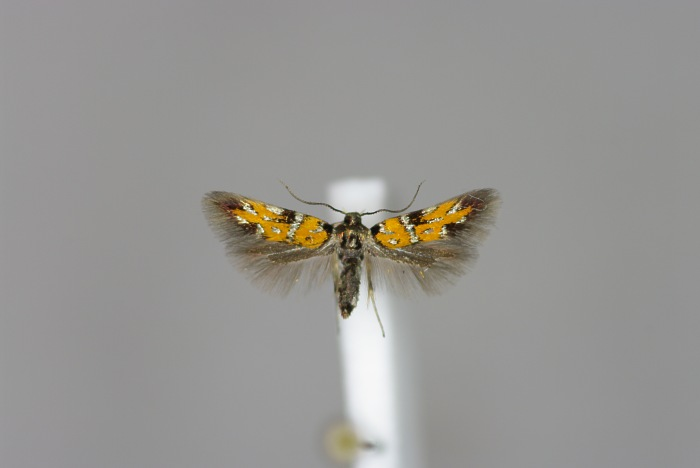